# 南能代信号場
南能代信号場（みなみのしろしんごうじょう）は、秋田県能代市河戸川にある東日本旅客鉄道（JR東日本）奥羽本線の信号場である。

## 歴史
- 1965年（昭和40年）10月1日：設置[1]。
- 時期不明 ：休止

## 構造
2線を有する信号場であった。一線スルー構造となっており、本線・副本線とも双方向に出発信号機を備えていた。
2020年（令和2年）より使用停止となり、その後副本線が撤去された。

## 周辺
耕作地および山林が広がる土地にあり、沼地が点在する。

## 移動手段
広域農道を徒歩で各駅に移動するほかに交通手段はなく、主要道路は周りにはない。

## 隣の施設
東日本旅客鉄道（JR東日本）
■奥羽本線
北金岡駅 - 南能代信号場 - 東能代駅